# Bruckberg (Mittelfranken)
 For alternative betydninger, se Bruckberg. (Se også artikler, som begynder med Bruckberg)
Bruckberg er en kommune i Landkreis Ansbach i Regierungsbezirk Mittelfranken i den tyske delstat Bayern. Den er en del af Verwaltungsgemeinschaft Weihenzell.

## Geografi
Bruckberg ligger i landskabet Rangau mellem byerne Nürnberg, Ansbach og Rothenburg ob der Tauber ved udkanten af Naturpark Frankenhöhe. 
 Gennem Bruckberg løber floden Haselbach, der løber ud i Bibert ved Münchzell.

### Nabokommuner
Nabokommunerne er:
- Dietenhofen
- Petersaurach
- Weihenzell

### Inddeling
Kommunen består af de fem landsbyer:
- Bruckberg
- Mittelmühle
- Neubruck
- Reckersdorf
- Wustendorf

## Billeder
- Kirken i Bruckberg
- Bryggerigasthof Dietz
- Bryggerigasthof Dorn